# Zschornegosda
Zschornegosda war eine selbstständige Gemeinde, die heute als Schwarzheide-West ein Stadtteil der südbrandenburgischen Stadt Schwarzheide im Landkreis Oberspreewald-Lausitz ist.

## Geografie
Zschornegosda liegt in der Niederlausitz. Im Südosten grenzt der Stadtteil Schwarzheide-Ost, das ehemalige Dorf Naundorf bei Ruhland. Weiter im Südosten liegt die Gemeinde Schwarzbach. Im Osten grenzt die Stadt Senftenberg mit ihrem Ortsteil Brieske. Südlich grenzt der Ort an die Stadt Ruhland. Im Westen liegt die Stadt Lauchhammer. Nördlich des Ortes befindet sich die Gemeinde Schipkau.

## Geschichte

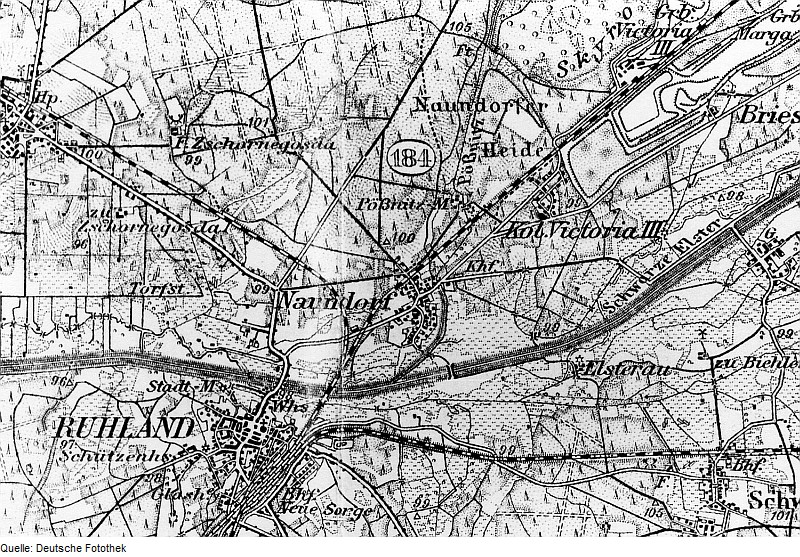
Lage Zschornegosdas in einer Karte aus dem Jahr 1922

Das Dorf Zschornegosda wurde als Rundling vermutlich von der sorbischen Bevölkerung angelegt. Im Jahr 1449 wurde es als Cschörnegast erstmals urkundlich in einem Lehnbrief erwähnt. Der Ort gehört zum kursächsischen Amt Senftenberg. Im Ergebnis des Wiener Kongress kamen das Amt und damit auch Zschornegosda 1815 an das Königreich Preußen, es gehörte zum Landkreis Calau der Provinz Brandenburg.
Nachdem 1789 auf der westlich von Zschornegosda gelegenen Bockwitzer Flur Rohbraunkohle gefunden wurde, entstand auch in Zschornegosda im Jahr 1897 eine Brikettfabrik. Diese trug den Namen Ferdinand. Die Braunkohle wurde in der südwestlich von Zschornegosda gelegenen Grube Ferdinand gewonnen. Diese wurde 1892 als Grube Luise aufgeschlossen.
Am 1. Oktober 1936 wird Zschornegosda mit dem benachbarten Naundorf zur Industriegemeinde Schwarzheide vereinigt. Der Kunstname ist – wie unter nationalsozialistischer Herrschaft üblich – eine deutsche Übersetzung des sorbischen Namens Zschornegosda, schwarz für čorny und Heide für gozd. Die Baulücke zwischen den beiden Orten wurde durch Werkssiedlungen für das östlich des Ortes gelegene BRABAG-Werk geschlossen.

### Einwohnerentwicklung
| 1875 | 640 | 1890 | 788 | 1910 | 1682 | 1925 | 2270 | 1933 | 2523 |

## Kultur und Sehenswürdigkeiten

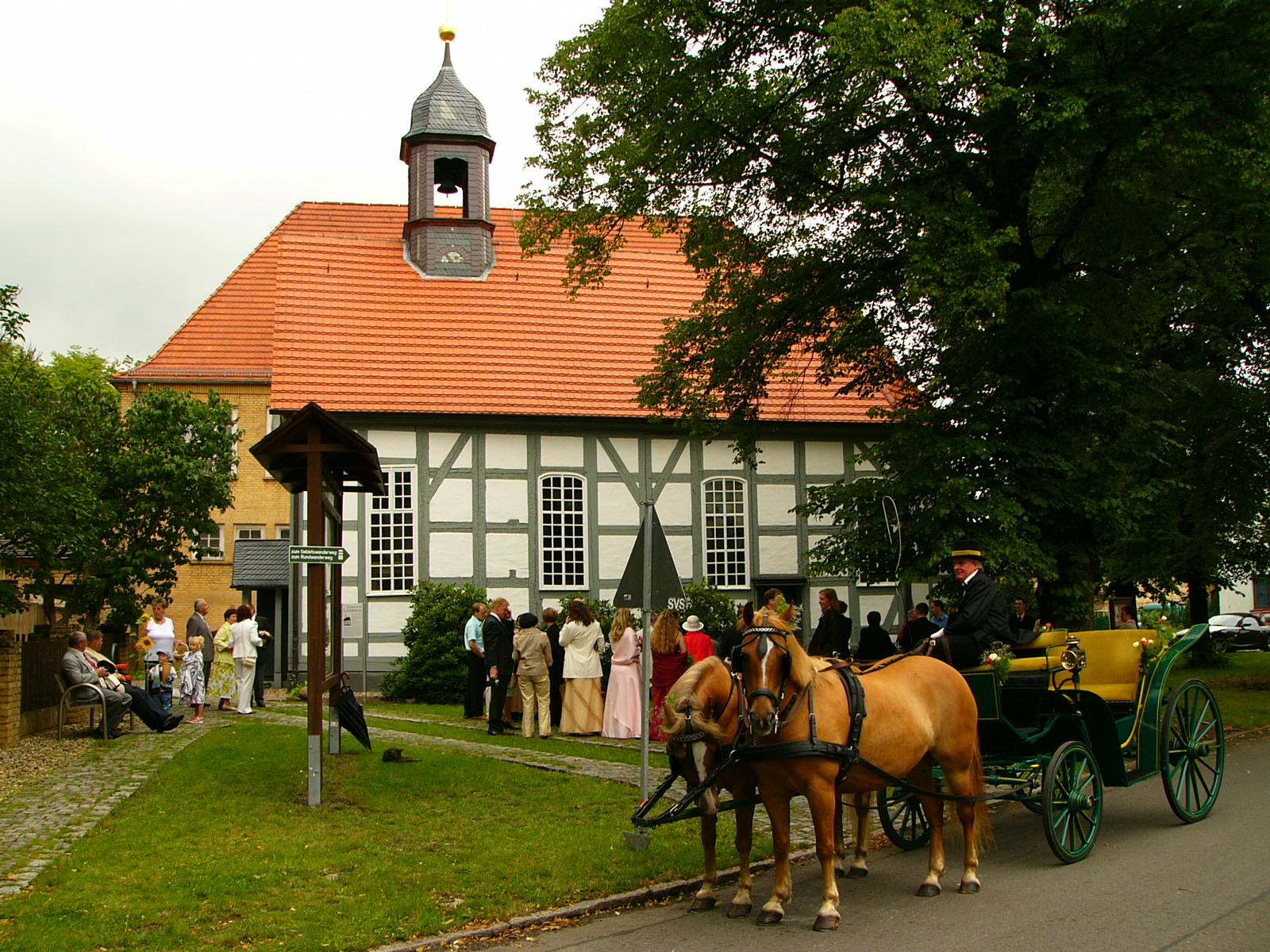
Lutherkirche

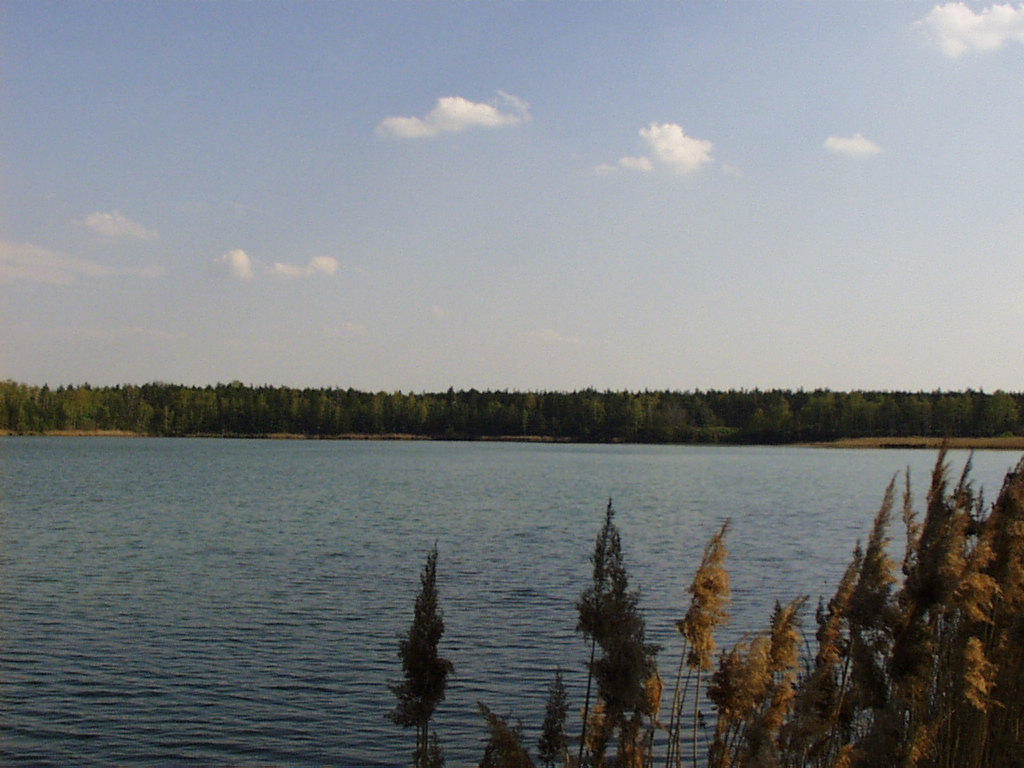
Ferdinandsteich

Die Kirche in Zschornegosda wurde von 1754 bis 1755 errichtet. Im Jahr 1933 erhielt sie den Namen Lutherkirche. Sie gehört zu den Denkmalen der Stadt Schwarzheide.
Aus den aufgefüllten ehemaligen Tagebaurestlöchern 28 und 29 sind der Ferdinandsteich und der Südteich entstanden.

## Wirtschaft und Infrastruktur
Östlich von Zschornegosda liegt das ehemalige Synthesewerk Schwarzheide, das heute als BASF Schwarzheide zur BASF gehört.
Südlich von Zschornegosda verläuft die Bundesstraße 169 von Senftenberg nach Lauchhammer. Durch das Gebiet des Ortes führt die A 13. In Zschornegosda befindet sich ein Standort der Schwarzheider Freiwilligen Feuerwehr.